# Вышгородская волость
Вышгородская волость — бывшие административно-территориальная единица 3-го уровня (1995—2015 гг.) и муниципальное образование со статусом сельского поселения (2005—2015 гг.) в Пыталовском районе Псковской области России.
Административный центр — деревня Вышгородок.

## География
Территория волости граничили на севере с Утроинской, на западе — с Тулинской, на юге — с Гавровской и Скадинской волостями Пыталовского района, на востоке — с Островским районом Псковской области.

## Население
| 2002 | 2010 | 2012 | 2013 | 2014 | 2015 |
| ---- | ---- | ---- | ---- | ---- | ---- |
| 719  | ↘659 | ↘644 | ↘629 | ↗638 | ↘627 |

## Населённые пункты
В состав Вышгородской волости входили 24 деревни: Вышгородок, Анюткино, Морозовка, Зеленки, Большая Мельница, Волохова Гора, Сташи, Сапохново, Загривье, Тараканово, Товарово, Редкино, Жугури, Савостино, Яшково, Бобыли, Поповка, Игнашково, Пунино, Васькино, Худяки, Климово, Залужье, Малиновка.

## История
В 1925—1944 гг. в Латвии в составе Абренского уезда выделялась Аугшпилсская волость, называвшаяся до 1925 года Вышгородской волостью (латыш. Višgorodas pagasts). Вышгородская волость до 1920 года выделялась также в Островском уезде Псковской губернии России. С 1945 года территория волости входит в Пыталовский район Псковской области в виде ряда сельсоветов.
Постановлением Псковского областного Собрания депутатов от 26 января 1995 года все сельсоветы в Псковской области были переименованы в волости, в том числе Вышгородский сельсовет был превращён в Вышгородскую волость.
Законом Псковской области от 28 февраля 2005 года в границах Вышгородской волости было также образовано муниципальные образования Вышгородская волость со статусом сельского поселения с 1 января 2006 года в составе муниципального образования Пыталовский район со статусом муниципального района.
Закон Псковской области от 30 марта 2015 года волость была упразднена и 11 апреля 2015 года включена в состав Гавровской волости.